# Sphecodes distinctus
Sphecodes distinctus is een vliesvleugelig insect uit de familie Halictidae. De wetenschappelijke naam van de soort is voor het eerst geldig gepubliceerd in 1925 door Meyer.